# تپه بکرآباد (صفرچمنی)
تپه بکرآباد (صفرچمنی) مربوط به سدهٔ ۸–۶ ه‍.ق است و در شهرستان ورزقان، بخش مرکزی، دهستان بکرآباد، ۱۰۰ متری ضلع شرقی روستای بکرآباد واقع شده و این اثر در تاریخ ۲۷ اسفند ۱۳۸۷ با شمارهٔ ثبت ۲۶۳۸۱ به‌عنوان یکی از آثار ملی ایران به ثبت رسیده است.